# Parafia św. Ignacego Loyoli w Koszalinie
Parafia pw. św. Ignacego Loyoli w Koszalinie – rzymskokatolicka parafia należąca do dekanatu Koszalin, diecezji koszalińsko-kołobrzeskiej, metropolii szczecińsko-kamieńskiej. Siedziba parafii mieści się w Koszalinie.

## Historia
Parafia została erygowana 1 września 1991 roku przez biskupa Ignacego Jeża.

## Miejsca kultu

### Kościół parafialny
Kościół pw. św. Ignacego z Loyoli w Koszalinie

## Proboszczowie
| Proboszczowie        | Okresy urzędowania w Parafii | Źródła |
| -------------------- | ---------------------------- | ------ |
| Włodzimierz Milewski | 1991–1997                    | [ 1 ]  |
| Henryk Koszper       | 1997–2022                    |        |
| Igor Mackiw          | 2022-2023                    |        |
| Kazimierz Dullak     | od 2023                      |        |